# Dekanat Żukowo
Dekanat Żukowo – jeden z 24 dekanatów katolickich archidiecezji gdańskiej, obejmujący obszar części gmin Żukowo i Przodkowo. Dziekanem jest proboszcz parafii pw. Miłosierdzia Bożego w Żukowie, ks. kan. Czesław Las.

## Parafie
W skład dekanatu wchodzi 8 parafii:
1. Parafia Miłosierdzia Bożego w Żukowie – Żukowo, ul. Siostry Faustyny 1
2. Parafia Najświętszego Serca Jezusowego w Niestępowie – Niestępowo, ul. Droga Nadziei 3
3. Parafia Niepokalanego Poczęcia NMP w Baninie – Banino, ul. Lotnicza 30
4. Parafia NMP Wspomożycielki Wiernych w Skrzeszewie – Skrzeszewo 79
5. Parafia św. Jana Ewangelisty w Przyjaźni – Przyjaźń, ul. Spacerowa 1
6. Parafia św. Józefa w Pomieczynie – Pomieczyno, ul. Kartuska 8
7. Parafia św. Stanisława w Leźnie – Leźno, aleja Lipowa 23
8. Parafia Wniebowzięcia Najświętszej Maryi Panny w Żukowie – Żukowo, ul. 3 Maja 4

## Kościoły filialne
- Parafia Wniebowzięcia Najświętszej Maryi Panny w Żukowie
  - Kościół filialny Narodzenia św. Jana Chrzciciela – Żukowo, ul. Gdańska

## Sąsiednie dekanaty
Gdańsk-Łostowice, Gdańsk-Oliwa, Gdańsk-Siedlce, Kartuzy (diec. pelplińska), Kielno, Kolbudy